# Dendropsophus garagoensis
Dendropsophus garagoensis là một loài ếch thuộc họ Nhái bén.
Đây là loài đặc hữu của Colombia.
Môi trường sống tự nhiên của chúng là đầm lầy, đầm nước ngọt, đầm nước ngọt có nước theo mùa, vùng đồng cỏ, vườn nông thôn, rừng thoái hóa nghiêm trọng, đất nông nghiệp có lụt theo mùa, và kênh, mương.